# Familia Parthon de Von
La familia Parthon de Von es una familia de la nobleza francesa y belga mencionó desde 1421.
Su jefe de nombre y armas es el Caballero François Parthon de Von desde 1989, y el heredero aparente Gautier Parthon de Von, escudero, desde 1996.

## Origen

### Origen anglo-escocés (antes de 1421)
Los Parton dieron su nombre a dos señores a ambos lados del Golfo de Solway en la costa británica. Uno es regado por Parton Bay en el condado de Cumbria en Inglaterra, el otro por el río Dee en Parton Hamlet en el condado de Kirkcudbright en Escocia.
En el contexto de la Alianza Auld, entre 5.000 y 6.000 escoceses desembarcaron en La Rochelle en 1421 para ayudar a los franceses durante la Guerra de los Cien Años. Según los genealogistas y medievalistas Tausserat, de Chevilly y el conde Paul-Alexandre du Chastel de La Howarderie, fue con este viaje que los Parton se establecieron en Berry .

### Promoción en Châteauroux (1421-1830)
Los Parton se establecieron en Châteauroux tras la entrega de la ciudad de Aubigny por Carlos VII al jefe del ejército escocés John Stewart de Darnley . Sus miembros están ocupados funciones administrativas y judiciales entre los siglos XVI y XVIII. 
En 1720, Michel Parthon, uno de los líderes de la milicia burguesa de Châteauroux, compró las tierras de Von a Saint-Maur. Regresará a Sulpice Parthon, que perteneció a la administración de esta ciudad en 1776.

### Establecimiento en Bélgica (desde 1830)

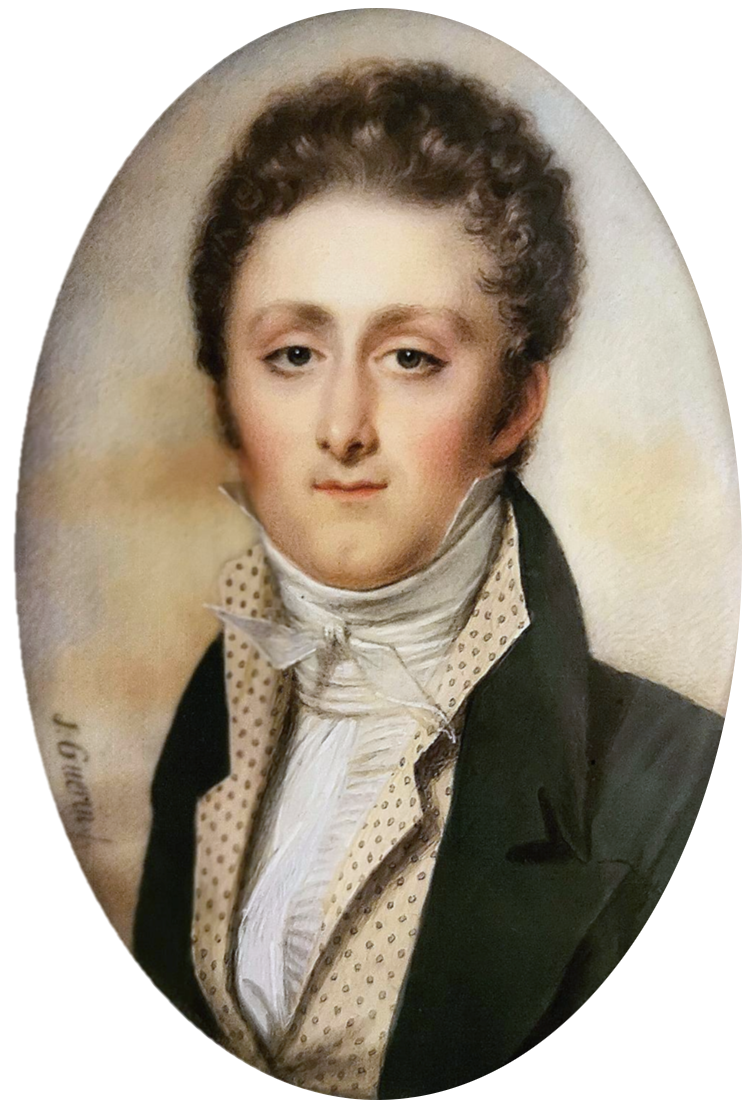
Retrato del Chevalier Parthon de Von (1788 - 1877) del pintor francés Jean-Urbain Guérin.

Cuando la revolución de 1830 estalló y no desean a jurar lealtad a Luis Felipe I, el Chevalier Parthon de Von (1788-1877) renunció como vicecónsul de Francia en Ostende y se situó en Middelheim cerca de Amberes para dedicarse a la horticultura y escritura . 

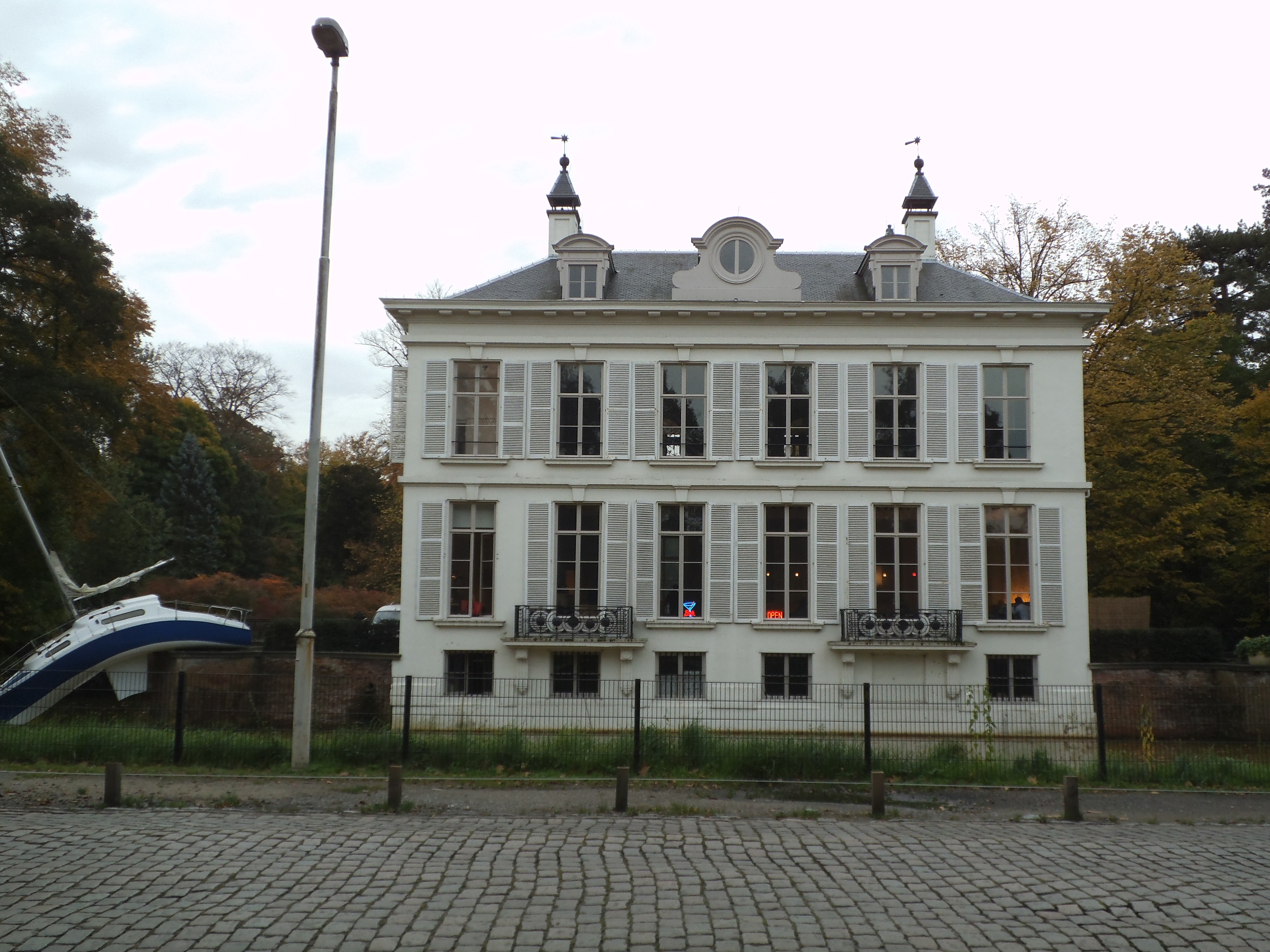
Castillo de Middelheim en Amberes.

El botánico belga Charles Morren le dedica el género Parthoni malaxis, de la familia de las orquídeas. 

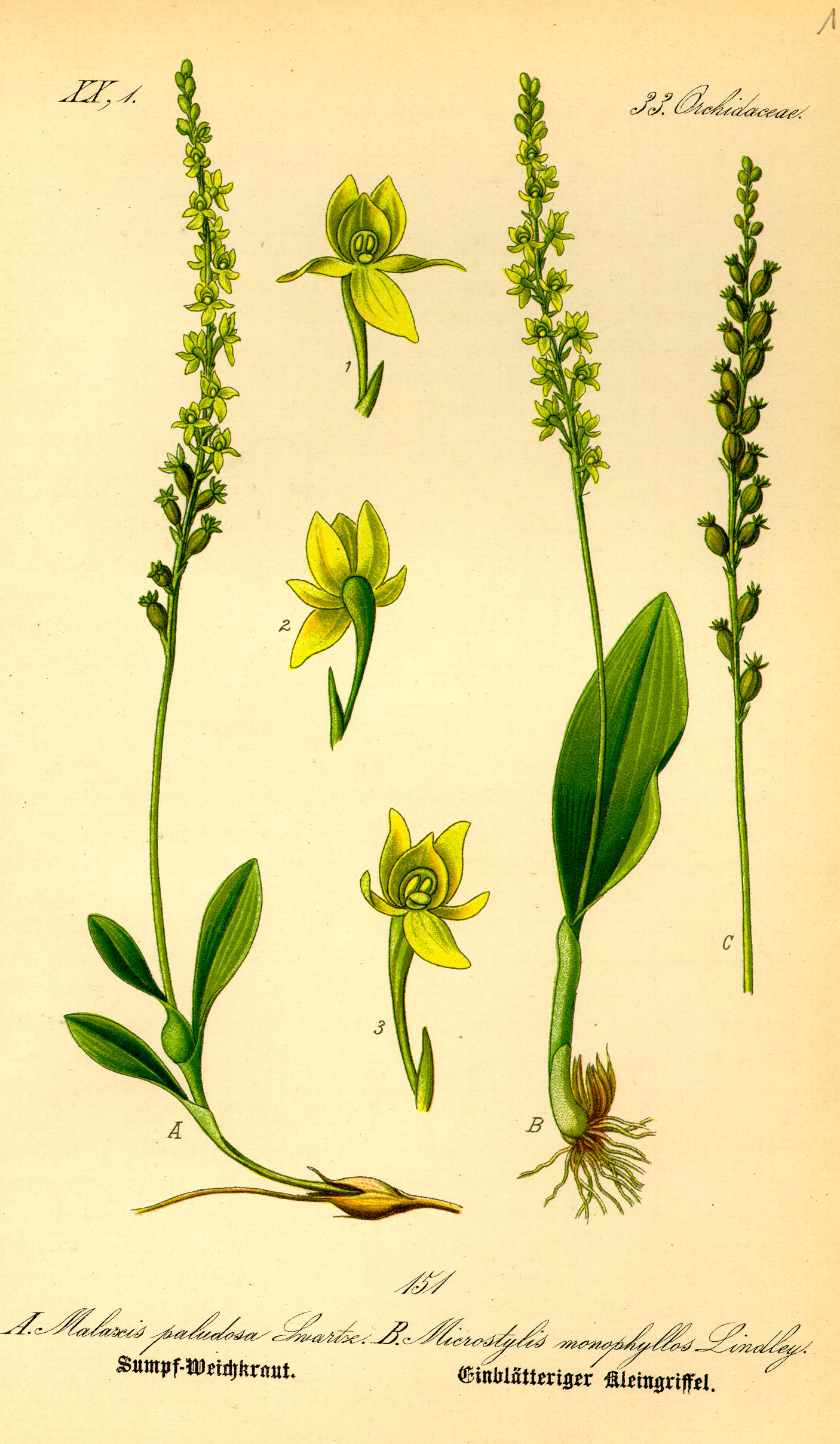
Ilustración botánica de Orchidaceae Parthoni realizada por el profesor Charles Morren.

La familia también se instaló en Soignies, Tournai y Bruselas. Le dio allí dos diplomáticos , en particular en representación de España y Argentina, un burgomaestre de Horrues en 1890, un prisionero de guerra desde 1939 durante la Segunda Guerra Mundial, etc.

## Alusiones personales
- Hedwick Parton rindió homenaje al rey de Inglaterra Enrique VI en 1430.
- Henry Parton, teniente de la fragata, luego capitán del ejército escocés.
- Pierre Parthon (1637-16 ..), concejal y alcalde de Châteauroux.
- Guillaume Parthon (1644-1699), autor y cirujano oculto del rey.
- Pierre Parthon (1649-1727), concejal y alcalde de Châteauroux.
- François Parthon (1683-1723), abogado en el parlamento, abogado fiscal en el ducado y alcalde de Châteauroux.
- Sulpice Parthon (1714-1793), Abogado General en el Parlamento luego a petición del hotel de S.M. el Rey.
- Sébastien Parthon de Von (1751-1818), juez de la mesa de mármol de las aguas y bosques de Francia , asesor general de las solicitudes del hotel en París, juez de paz en Seine-et-Oise y presidente del cantón de Saint-Germain-en-Laye .
- Chevalier Édouard Parthon de Von (1788-1877), diplomático, escritor y horticultor.
- Chevalier Henri Parthon de Von (1858-1932), alcalde de Horrues, presidente del Royal Automobile Club of Hainaut y la asociación de inventores belgas e inventor del primer cochecito retráctil, un control de crucero para motores de combustión interna , etc.
- Chevalier Alphonse Parthon de Von (1881-1945), vicecónsul de Francia durante la Primera Guerra Mundial , el cónsul de España y Argentina en Bélgica durante la Segunda Guerra Mundial .
- Chevalier Étienne Parthon de Von (1916-1989), Presidente del Real Automóvil Club de Hainaut en Bélgica.

## Tierras de propiedad
- Les Moreaux (parroquia de Tendu), Corceloup y Von, Troiffermel, Boisrameaux, etc.

El primer Sieur de Von es Michel Parthon, uno de los jefes de la milicia burguesa en 1715, hijo de Pierre Parthon, Sieur des Moreaux, notario, fiscal del ducado, concejal y alcalde de la ciudad de Châteauroux en 1664. Muerte sin posteridad, es Sulpice Parthon quien hereda esta tierra.
El castillo de Von está situado en el límite de los municipios de Châteauroux y Saint-Maur. Sébastien Ruby, general francés de la Revolución y el Imperio, vino a vivir allí y murió allí en 1809.

## Heráldico

### Ennoblecimiento
La familia es objeto de una confirmación de nobleza y de un ennoblecimiento tanto como sea necesario por cartas patente en Bélgica en 1845. Se otorgan a la familia dos títulos de caballero transmisibles en línea masculina por orden de primogenitura (en 1845 por Léopold I y en 1871 por Léopold II), el más antiguo de los cuales permanece hoy. Los títulos usados son escudero , dama y caballero .

### Blasón
| Escudo de armas | Blasón | Divisa |
| --------------- | --- | --- |
|                 | Corona: de caballero coronado por un yelmo plateado a la parrilla, con cuello y ribete dorado. Escudo: azur con una banda plateada cargada con tres piñas naturales colocadas en la dirección de la banda, las colas hacia arriba. | "Cedant arma togae", "Que las armas cedan a la toga", o tradicionalmente traducida por la expresión: "La espada cede a la toga", primer hemistico de un verso de Cicerón en memoria de su consulado . Esta frase se utiliza para significar la superioridad del poder civil sobre el poder militar, el gobierno militar, representado por las armas, dando paso al gobierno civil, que viste la toga . Esta frase proviene del tratado político De officiis publicado en el 44 a. C. J.-C . |

## Apéndices

### Artículos relacionados
- Familias contemporáneas de la nobleza belga
- Lista cronológica de familias belgas
- Lista de monedas de las familias belgas

- Datos: Q24754491
- Multimedia: Parthon de Von / Q24754491